# Eustochus nearcticus
Eustochus nearcticus är en stekelart som beskrevs av Yoshimoto 1990. Eustochus nearcticus ingår i släktet Eustochus och familjen dvärgsteklar. Inga underarter finns listade i Catalogue of Life.